# WKRP in Cincinnati
WKRP in Cincinnati  è una serie televisiva statunitense in 90 episodi trasmessi per la prima volta nel corso di 4 stagioni dal 1978 al 1982.

## Trama
La stazione radio di Cincinnati WKRP è in crisi economica in quanto non ottiene contratti pubblicitari nonostante le buone intenzioni e gli sforzi del personale composto da personaggi per lo più incompetenti. Tra di essi, i manager Arthur Carlson e Herb Tarlek e l'incapace direttore del notiziario Les Nessman. A completare il cast vi sono la receptionist Jennifer Marlowe, il giovane dipendente Quarters Bailey e i disc jockey, il veterano Johnny Fever e Gordon Sims alias Venus Flytrap. Per risollevare le sorti del network, il maldestro manager della stazione Arthur Carlson assume un nuovo direttore della programmazione proveniente da New Orleans, Andy Travis. In agguato, come comparsa occasionale, appare sempre la spietata magnate d'affari e proprietaria della stazione, la signora Carlson (madre di Arthur).

## Personaggi
- Andy Travis (stagioni 1-4), interpretato da Gary Sandy.
- Arthur 'Big Guy' Carlson (stagioni 1-4), interpretato da Gordon Jump.
- Johnny 'dottor Fever' Caravella (stagioni 1-4), interpretato da Howard Hesseman.
- Jennifer Elizabeth Marlowe (stagioni 1-4), interpretata da Loni Anderson.
- Les Nessman (stagioni 1-4), interpretato da Richard Sanders.
- Herbert 'Herb' Tarlek (stagioni 1-4), interpretato da Frank Bonner.
- Venus Flytrap (stagioni 1-4), interpretato da	Tim Reid.
- Bailey Quarters (stagioni 1-4), interpretato da Jan Smithers.
- Del Murdoch (stagioni 1-3), interpretato da Hamilton Camp.
- Lucille Tarlek (stagione 2), interpretata da Edie McClurg.
- Lillian 'Mama' Carlson (stagioni 2-4), interpretata da Carol Bruce.
- agente Berwick (stagioni 2-3), interpretato da Sam Anderson.
- Carmen Carlson (stagioni 2-4), interpretata da Allyn Ann McLerie.
- Hirsch, il maggiordomo (stagione 4), interpretato da Ian Wolfe.

## Produzione
La serie, ideata da Hugh Wilson, fu prodotta da Company Four e MTM Enterprises e girata negli Hollywood Center Studios a Hollywood in California. Le musiche furono composte da Tom Wells.
La serie vinse un Humanitas Prize e ha ricevuto 10 nomination per gli Emmy Award, tra cui tre per la migliore serie comica. Andy Ackerman vinse un Emmy Award per il montaggio nella terza stagione. Salto, Sanders, Bonner e Smithers ripresero i loro ruoli in uno spin-off/seguito della serie, The New WKRP in Cincinnati, trasmesso dal 1991 al 1993 negli Stati Uniti d'America in syndication.

### Registi
Tra i registi della serie sono accreditati:
- Rod Daniel (24 episodi, 1979-1981)
- Will Mackenzie (16 episodi, 1979-1982)
- Asaad Kelada (15 episodi, 1978-1982)
- Linda Day (11 episodi, 1980-1982)
- Frank Bonner (6 episodi, 1980-1982)
- Michael Zinberg (4 episodi, 1978-1979)
- Nicholas Stamos (3 episodi, 1980-1982)
- Dolores Ferraro (3 episodi, 1981)
- Hugh Wilson (2 episodi, 1979-1980)
- Dan Guntzelman (2 episodi, 1981)
- George Gaynes (1 episodio, 1982)
- Howard Hesseman (1 episodio, 1982)
- Gordon Jump (1 episodio, 1982)

## Distribuzione
La serie fu trasmessa negli Stati Uniti dal 1978 al 1982 sulla rete televisiva CBS.. Quando fu ritrasmessa in syndication, ottenne un grande successo inaspettato e fu una delle sitcom più popolari in syndication.  
La serie è stata trasmessa in Italia a partire dal settembre 1981 dal circuito televisivo TV Port per poi approdare a diverse televisioni locali, tra le quali il circuito Euro TV, il network Retecapri, Tele Ivrea e Studio 100.
Alcune delle uscite internazionali sono state:
- negli Stati Uniti d'America il 18 settembre 1978 (WKRP in Cincinnati)
- nei Paesi Bassi l'8 giugno 1979
- in Svezia il 12 luglio 1981
- nel Regno Unito il 3 settembre 1981
- in Spagna (Radio Cincinnati)
- in Svezia (Sänt var'e här)

## Episodi
| Stagione         | Episodi | Prima TV USA | Prima TV Italia |
| ---------------- | ------- | ------------ | --------------- |
| Prima stagione   | 22      | 1978-1979    |                 |
| Seconda stagione | 24      | 1979-1980    |                 |
| Terza stagione   | 22      | 1980-1981    |                 |
| Quarta stagione  | 22      | 1981-1982    |                 |